# 코카투섬
코카투섬(영어: Cockatoo Island)은 오스트레일리아 뉴사우스웨일스주 포트잭슨만에 위치한 섬이다.

## 역사
- 1839-1869년 : 교도소 및 유배지
- 1870-1991년 : 조선소

## 문화유산
아래는 영연방 유산 목록에 지정된 문화유산이다.
- 코카투섬 산업 보존 구역
- 감옥 막사 구역
- 지하 곡물 사일로
- 빌로엘라 하우스 구역
- 피츠로이 도크
- 서덜랜드 도크
- 파워 하우스 및 펌프 하우스